# Tengström (släkt)
Tengström är en svensk släkt, som härstammar från en bondsläkt i Tengene socken i Skaraborgs län.
En gren av denna överflyttade 1722 till Finland med Georg Tengström (död som kaplan i Solf 1742), som efter socknen fått namnet Tengström. Hans sonson Jacob Tengström nådde landets högsta kyrkliga ämbete, och dennes barn upphöjdes 1809 i finskt adligt stånd med namnet af Tengström. Georg Tengströms dotter Ulrika blev farmor till Johan Ludvig Runeberg.

## Personer med efternamnet Tengström
- Anna Tengström (1860–1944), svensk teckningslärare, tecknare och sagoförfattare
- Carl Gustav Tengström (1886–1940), svensk lektor och politiker, folkpartist
- Eja Tengström (1887–?), finländsk skådespelare
- Emin Tengström (1929–2023), svensk latinist, professor i humanekologi
- Erik Tengström (1913–1996), svensk professor i geodesi
- Fredrika Runeberg, född Tengström (1807–1879), finländsk författare, hustru till Johan Ludvig Runeberg
- Jacob Tengström (1755–1832), finländsk teolog och ärkebiskop
- Johan Jacob Tengström (1787–1858), finländsk historiker och filosof
- Johan Magnus af Tengström (1793–1856), finländsk biolog
- Johan Martin Jacob af Tengström (1821–1890), finländsk entomolog och läkare
- Oscar Tengström (1887–1960), finländsk skådespelare, regissör och teaterchef